# Vojščica
Vojščica – wieś w Słowenii, w gminie Miren-Kostanjevica. W 2018 roku liczyła 233 mieszkańców.